# NGC 341B
NGC 341B je prečkasta spiralna galaktika u zviježđu Kitu.
Sustav je sličan M51. Sustav NGC 341 je prečkasta spiralna galaktika koja na kraju svoga istočnog kraka međudjeluje s jednom malom nepravilnom galaktikom visoke površinske svjetlosti (PGC 3627).

## Vanjske poveznice
- (engl.) SEDS: NGC 341
- (engl.) Hartmut Frommert: Revidirani Novi opći katalog
- (engl.) Izvangalaktička baza podataka NASA-e i IPAC-a
- (engl.) Astronomska baza podataka SIMBAD
- (engl.) VizieR
- DSS-ova slika NGC 341
- (engl.) Auke Slotegraaf: NGC 341 Deep Sky Observer's Companion
- (engl.) Courtney Seligman: Objekti Novog općeg kataloga: NGC 300 - 349